# Viticus (álbum)
Viticus es el primer álbum de la banda de rock Viticus, lanzado en el año 2003.

## Lista de canciones
1. La autopista
2. Mi nuevo Chevrolet
3. El gallo
4. No pasa nada (En esta ciudad)
5. Desesperado
6. Sordidez
7. Fugitiva
8. No sé si voy a volver
9. Hoy no hago nada
10. Ciudadano disidente
11. Mal romance
12. Nacido para ser así
13. No pasa nada (En esta ciudad) [Instrumental]
14. Dobro

## Créditos

### Viticus
- Vitico - Bajo y Voz
- Nicolas Bereciartúa - Guitarra
- Sebastian Bereciartúa - Guitarra
- Martin "Vasco" Urionagüena - Batería